# Santuario de Nuestra Señora de la Peña de Francia
El Santuario de Nuestra Señora de la Peña de Francia, dedicado a la advocación mariana correspondiente a la Natividad de María bajo la denominación homónima, patrona de Ciudad Rodrigo, está situado en la cima de la Peña de Francia, Sierra de Francia, en el término municipal de El Cabaco (Salamanca). Regido por los padres dominicos, es uno de los santuarios marianos a mayor altitud del mundo.
Una réplica de la imagen de este santuario también es patrona de la región de Bicolandia (Filipinas), donde es conocida como Nuestra Señora de Peñafrancia, o bien Our Lady of Peñafrancia. Así mismo, es patrona de São Paulo, Itapira y Resende Costa, y del Estado de Espírito Santo en Brasil.
Prácticamente inaccesible en invierno por la nieve, el conjunto monástico tiene gran afluencia de visitantes durante los meses de verano, muchos de ellos peregrinos cristianos. Durante los fines de semana con buen tiempo, son frecuentes las bodas ante la imagen de la Virgen de la Peña de Francia.
Constituyen el santuario la iglesia y un convento de frailes, así como las capillas exteriores de la Blanca (construida sobre la cueva donde Simón Vela encontró la imagen de la Virgen), San Andrés y el Santo Cristo. Así mismo, forman parte del conjunto la plaza con rollo jurisdiccional, una hospedería independiente del monasterio y una antena repetidora de telecomunicaciones.
Desde el lugar en que está enclavado, se divisa toda la llanura del Campo Charro hacia el norte, la sierra de Tamames hacia el este, y el pantano de Gabriel y Galán hacia el sur, aparte del resto del macizo montañoso.
El vértice geodésico a 1727 m sobre el nivel del mar (máxima altura de la Peña de Francia) está situado en la terraza superior de la torre de la iglesia.

## Historia

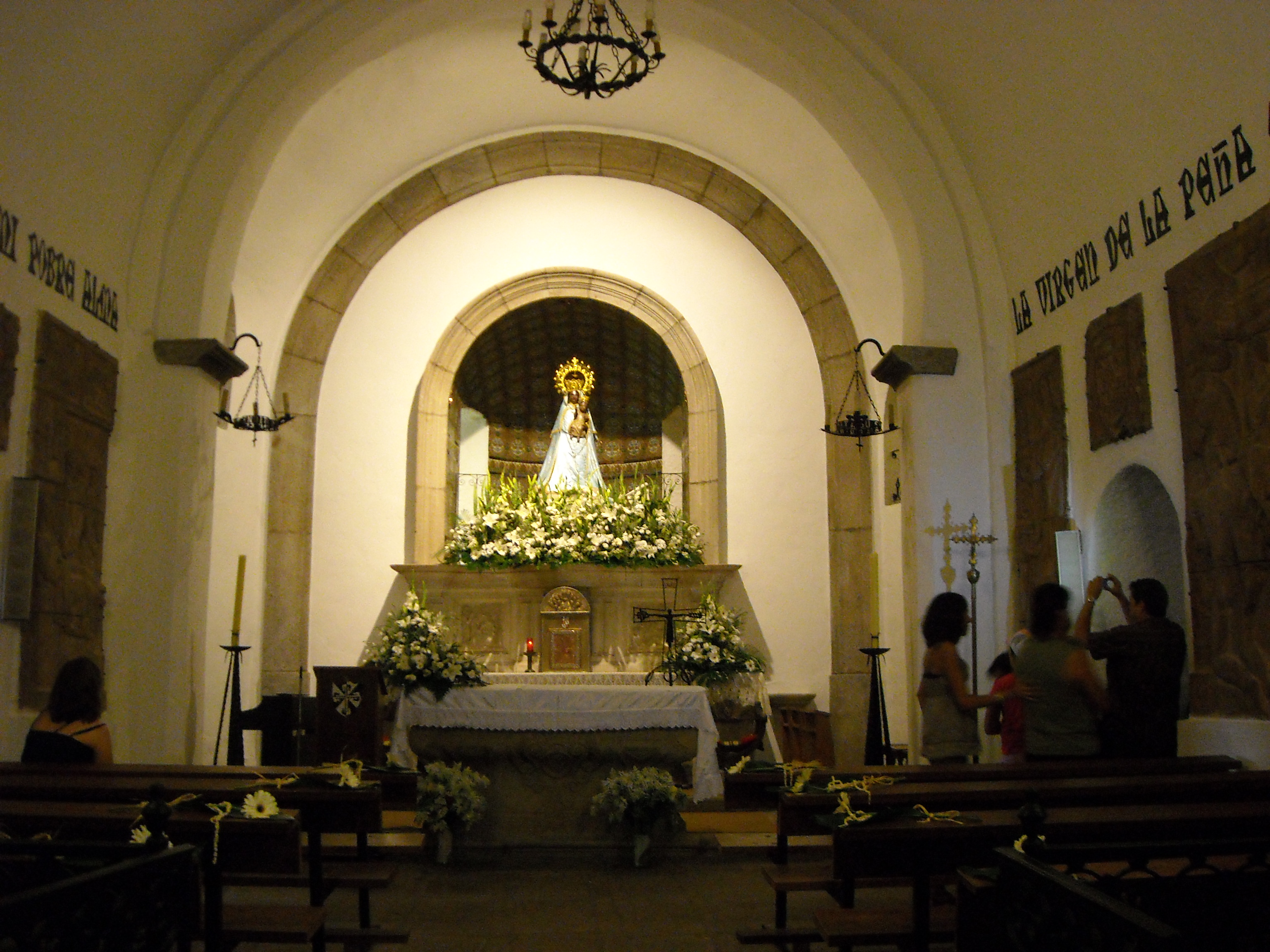
Interior del santuario

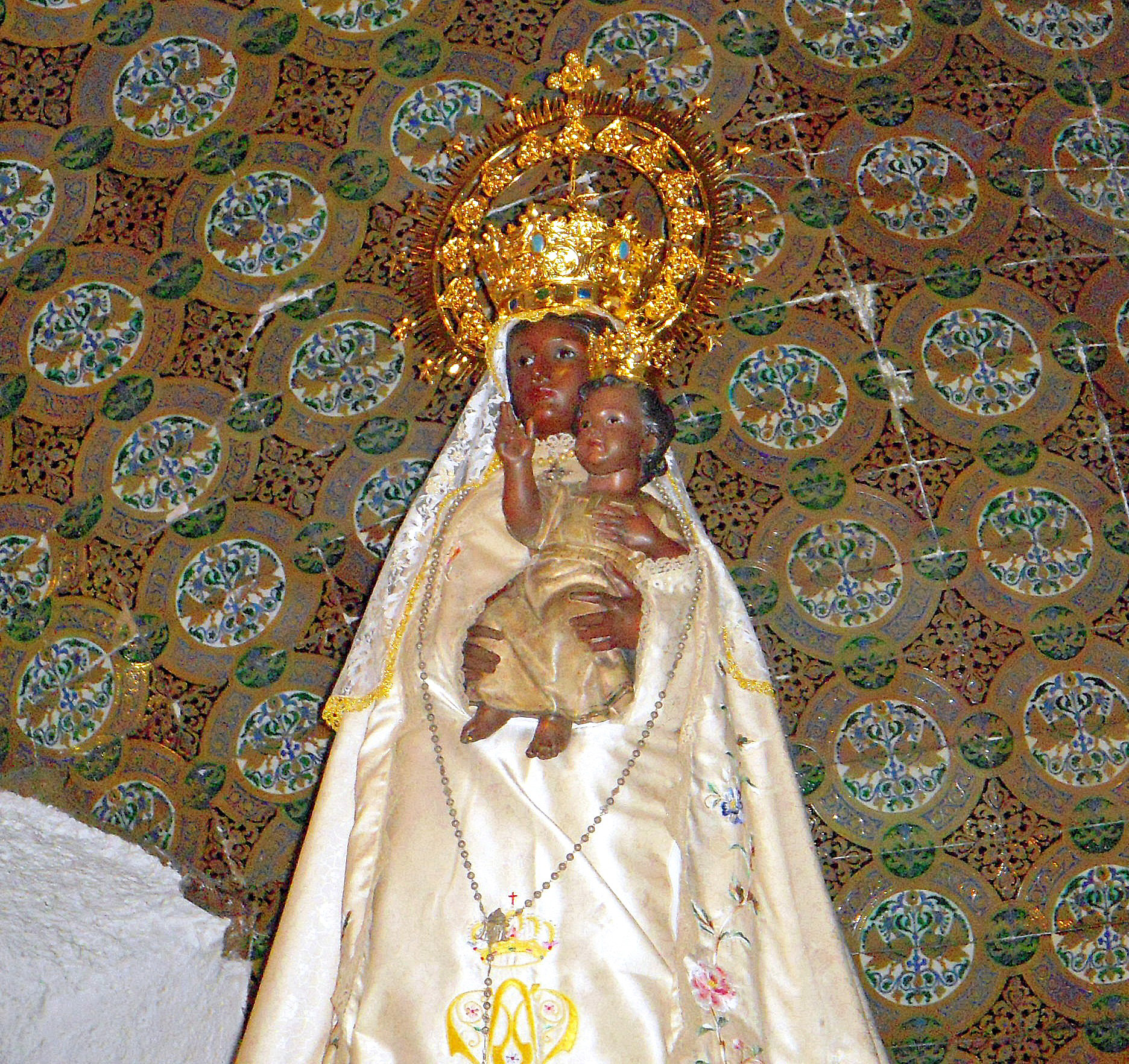
Nuestra Señora de la Peña de Francia

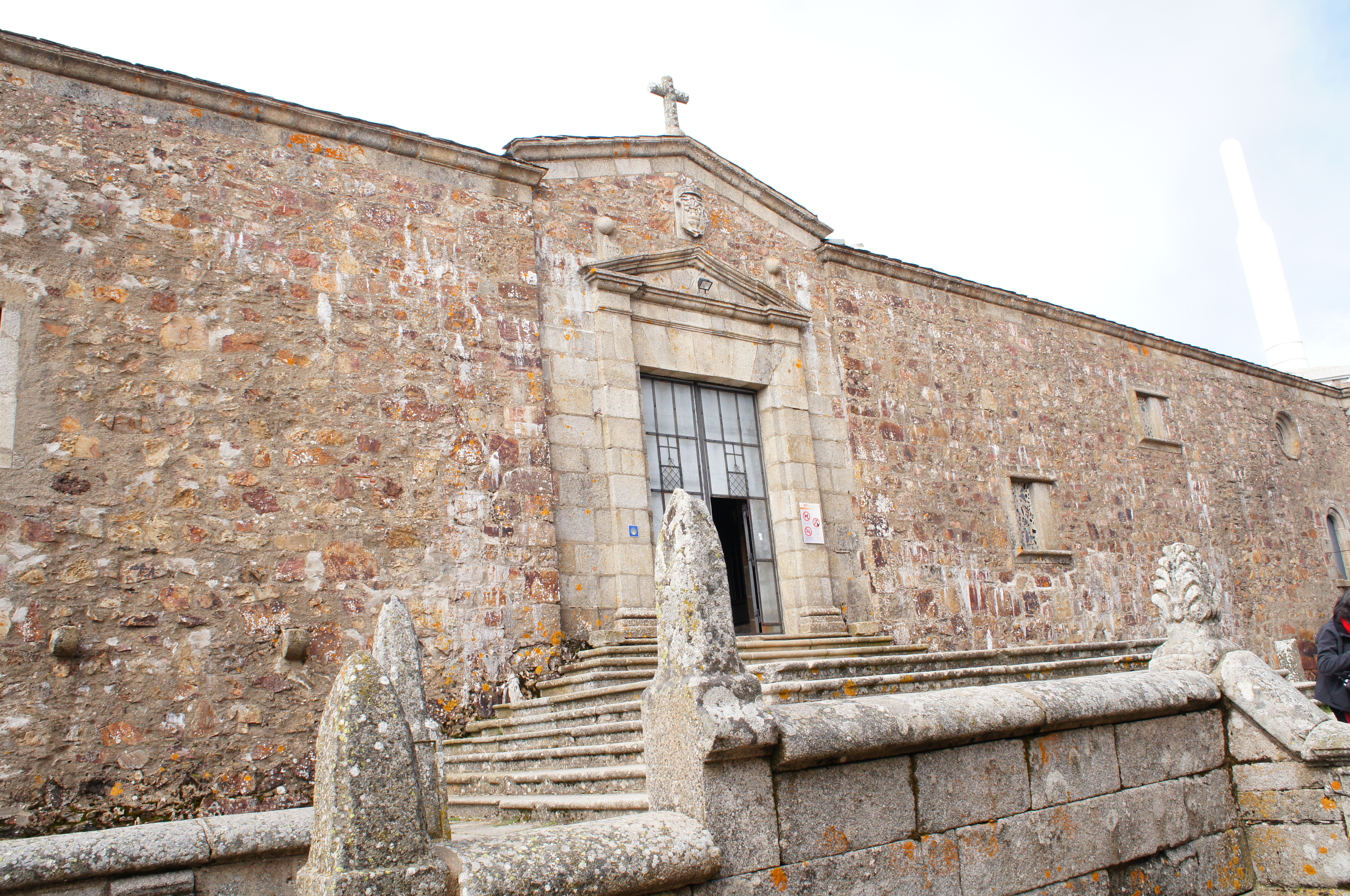
Portada y escalinata

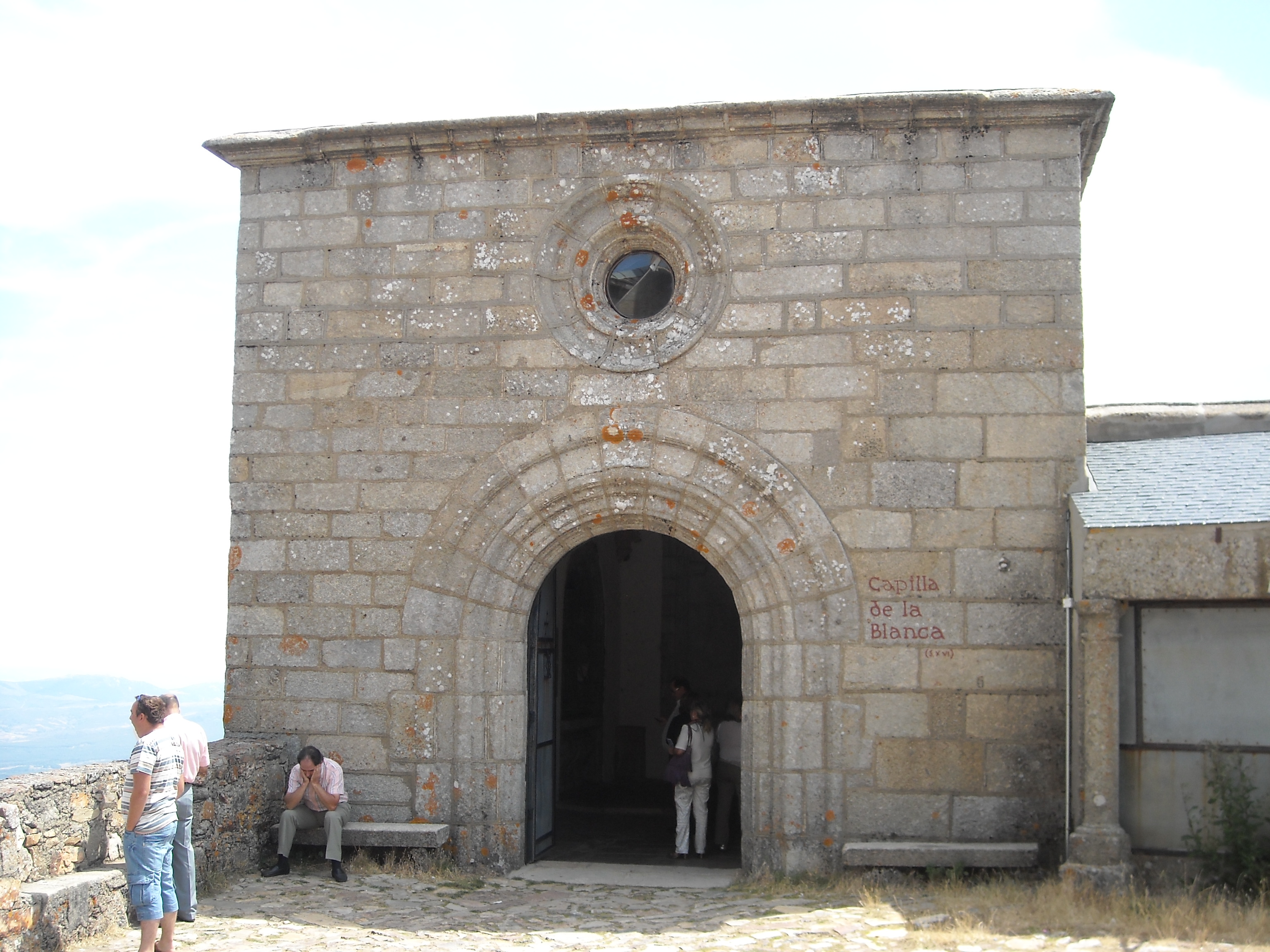
Capilla de la Blanca, en cuya cripta se encontró la imagen original de Nuestra Señora

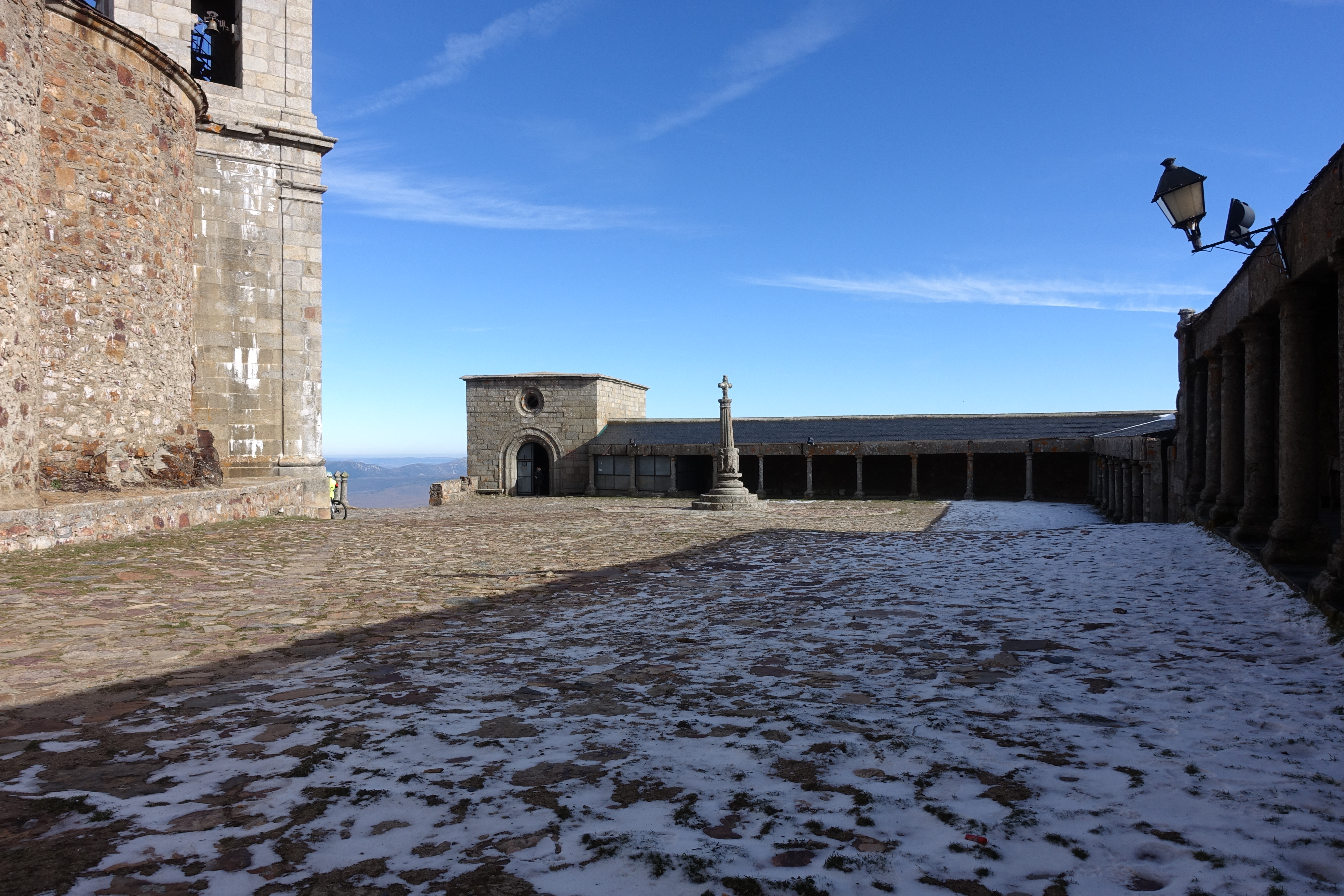
Plaza del santuario con su rollo jurisdiccional y capilla de la Blanca.

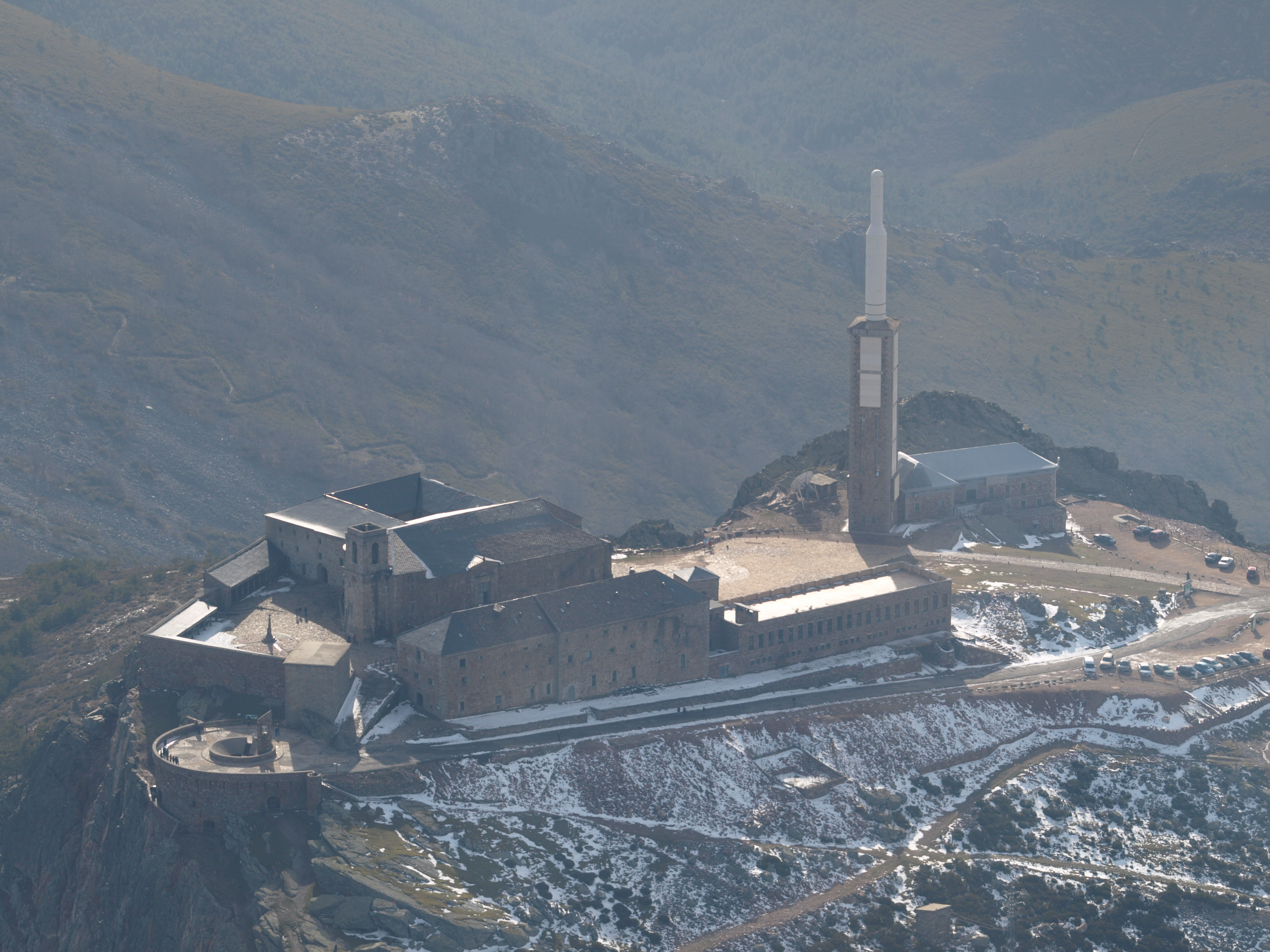
Vista aérea de la cima de la Peña de Francia, con el santuario, la hospedería, y el repetidor de telecomunicaciones

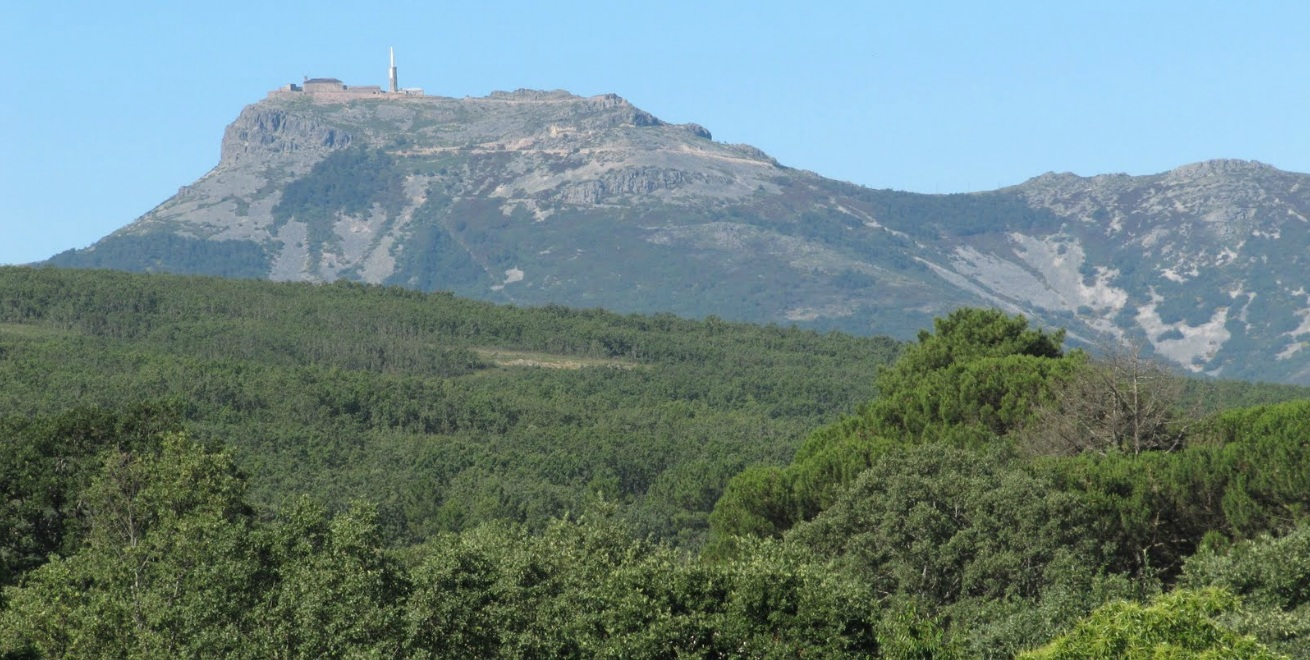
Peña de Francia desde Cereceda de la Sierra

El 19 de mayo de 1434, Simón Vela encontró la imagen de la Virgen en lo alto de la Peña de Francia y, a partir de 1436, contando con el apoyo de Juan II de Castilla y la intervención inicial de Lope de Barrientos, se hicieron cargo de la imagen y de su ermita los dominicos. En 1445 se comenzó la construcción del convento y la ampliación de la iglesia, finalizada en 1450. Aunque, la sacristía es del siglo XVI, la portada neoclásica y la escalinata son del siglo XVII, y la torre del siglo XVIII.
El rollo levantado en el centro de la plaza por concesión de Carlos V, da fe de que el monasterio contaba con el privilegio de exención de jurisdicción (concedido originalmente en 1445 por el rey Juan II de Castilla).
En 1516 se comenzó a construir en El Maíllo La Casa Baja, actualmente de propiedad privada, como convento de apoyo para la época invernal.
Los religiosos de este convento mostraron una destacada vocación misionera, impulsando la devoción a la Virgen de la Peña de Francia en América y Filipinas.
La comunidad desapareció en 1835, por la desamortización de Mendizábal; pero los dominicos regresaron para hacerse cargo del santuario el 16 de julio de 1900.
Personalidades destacadas en la recuperación del santuario han sido el intelectual católico e hispanista francés Maurice Legendre (que organizó en 1934 una peregrinación oficial francesa con motivo del quinto centenario del hallazgo de la imagen y que está enterrado en la nave central de la iglesia) y el fraile dominico Constantino Martínez Uriarte (1911-1991, inhumado en la capilla de la Blanca del santuario).
Eclesiásticamente, el santuario pertenece a la diócesis de Salamanca, a pesar de su cercanía a Ciudad Rodrigo, que también cuenta con obispo. De hecho, Ciudad Rodrigo reclama desde hace siglos la constitución del santuario como enclave eclesiástico de la diócesis de Ciudad Rodrigo en la diócesis de Salamanca.

## Romería
La Hermandad de Nuestra Señora de la Virgen de la Peña de Francia de Ciudad Rodrigo celebra una romería anual coincidiendo con el último fin de semana de junio. Durante la misma, los romeros suben la imagen de la Virgen de la Peña de Francia que se encuentra durante todo el año en la ermita del Alto de Valhondo desde Ciudad Rodrigo hasta el santuario y posteriormente vuelven a bajarla.

## Galería

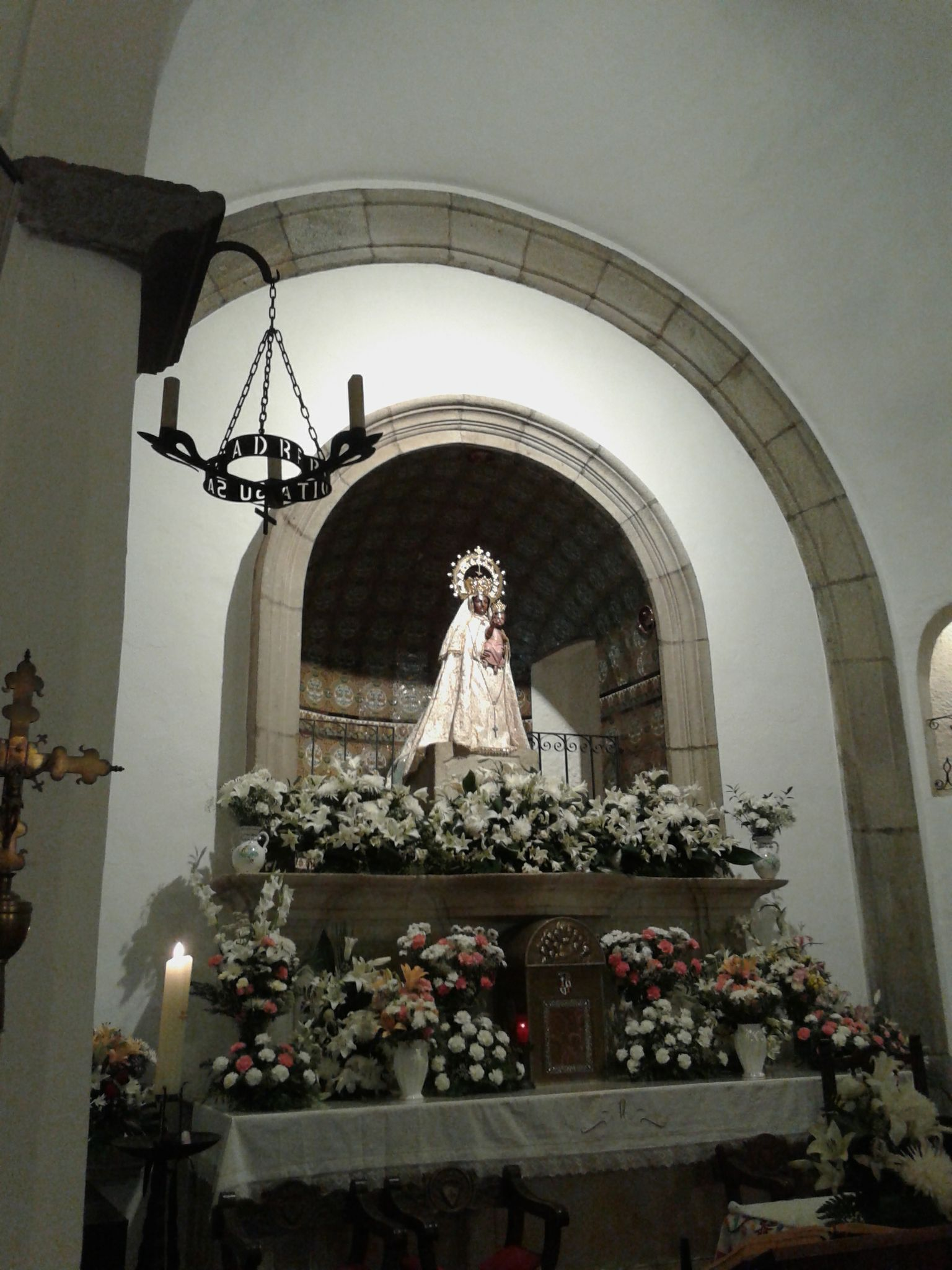
Nta. Sra. de la Peña de Francia
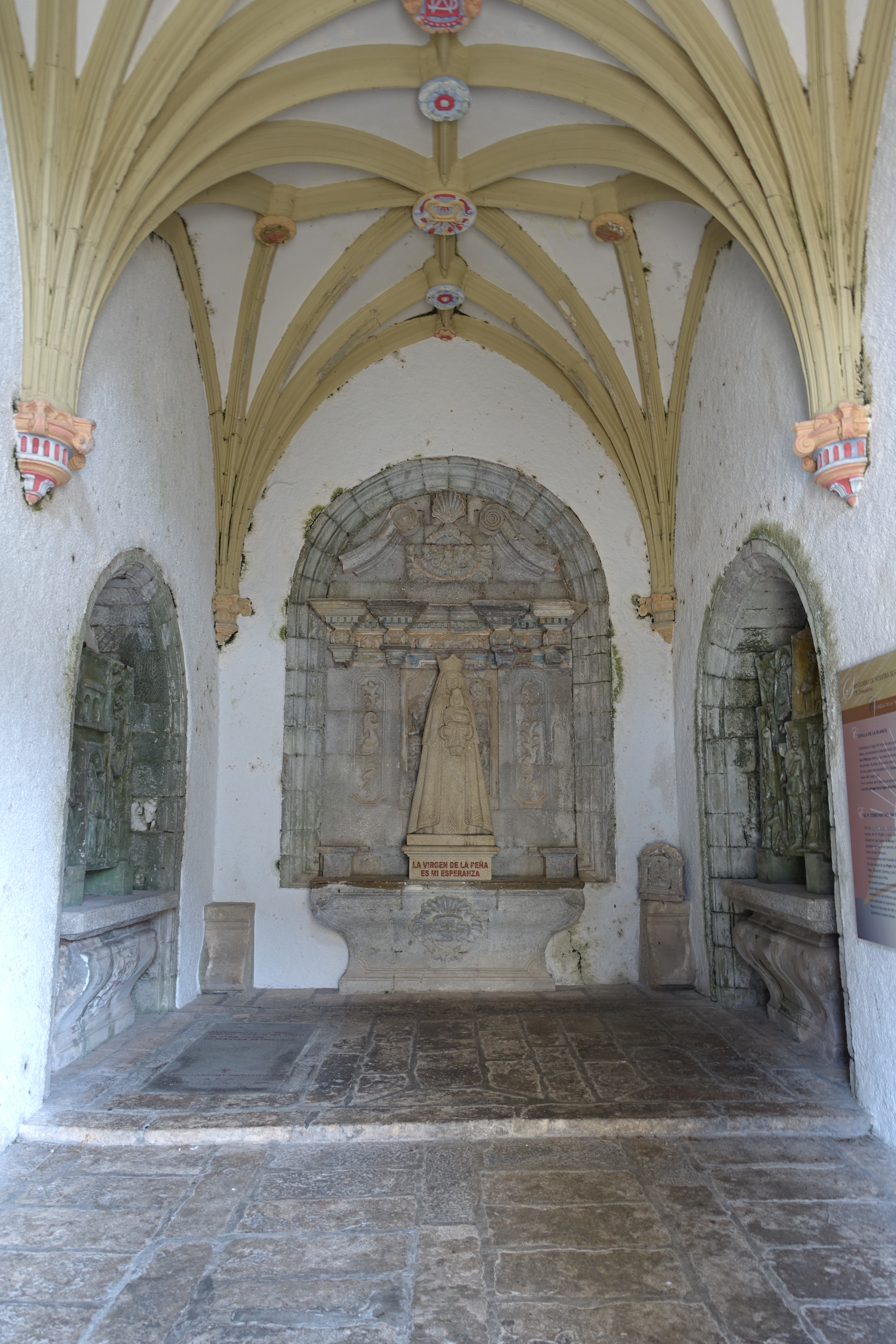
Interior de la capilla de la Blanca
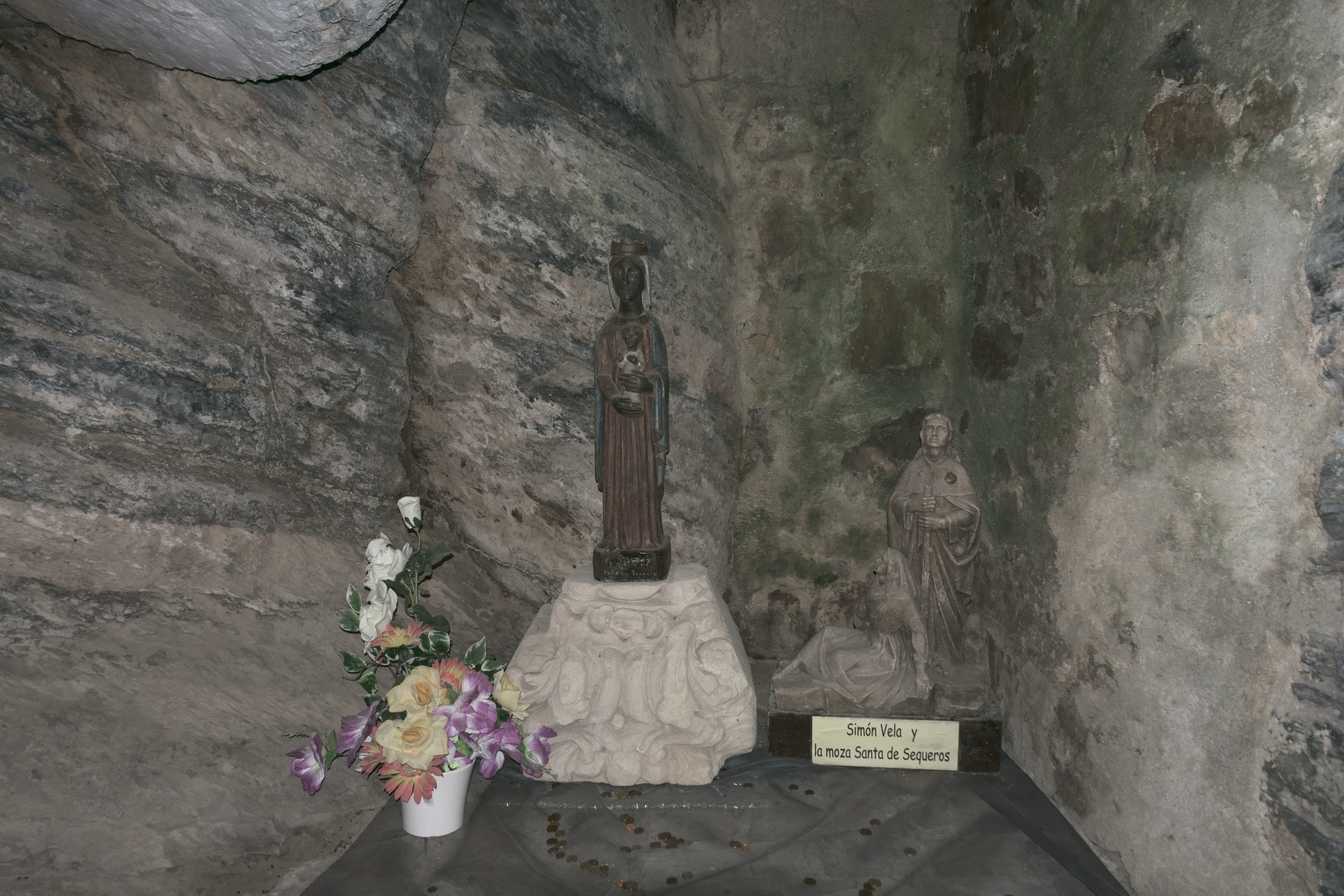
Cripta bajo la capilla de la Blanca
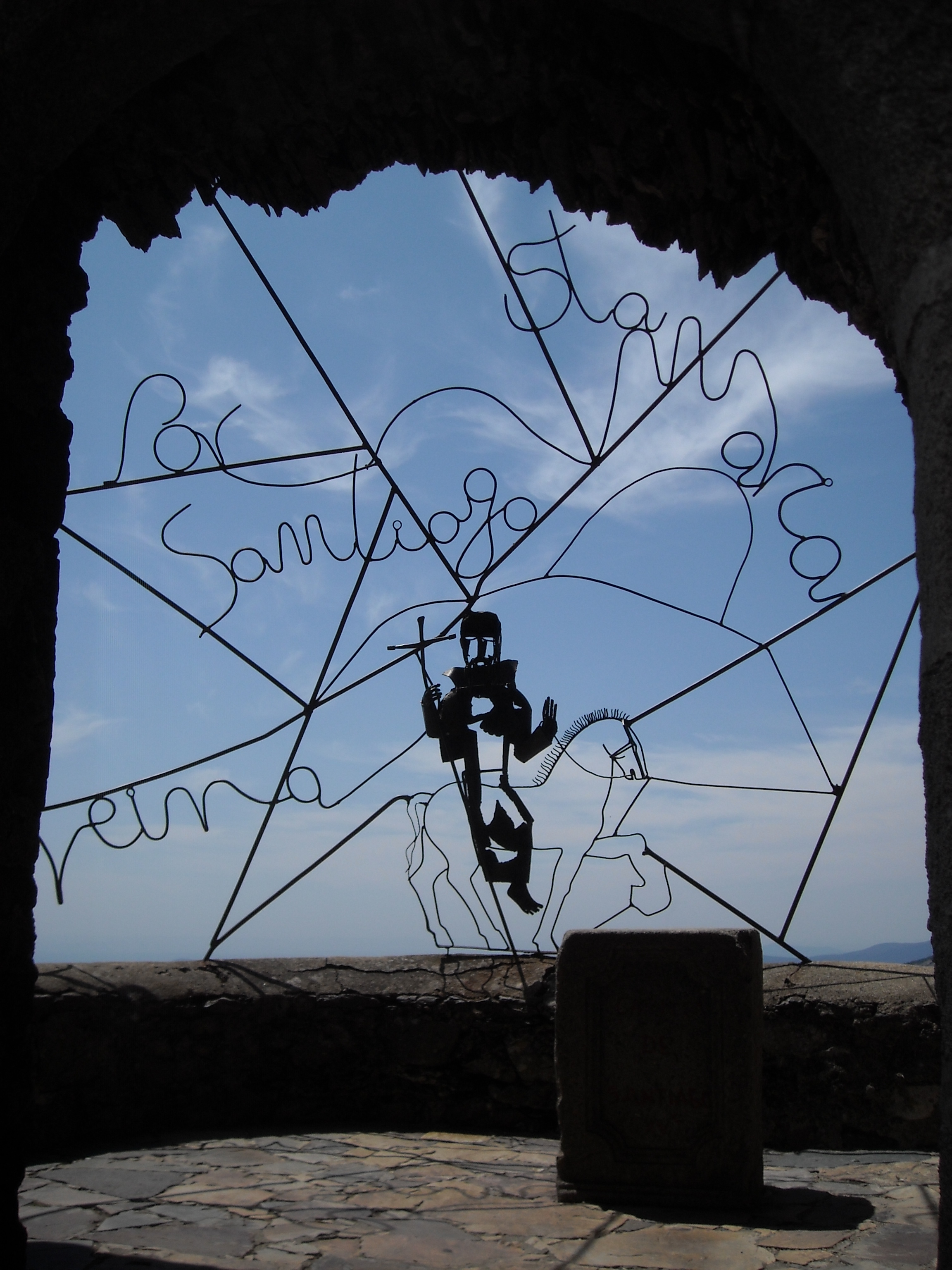
Capilla de Santiago
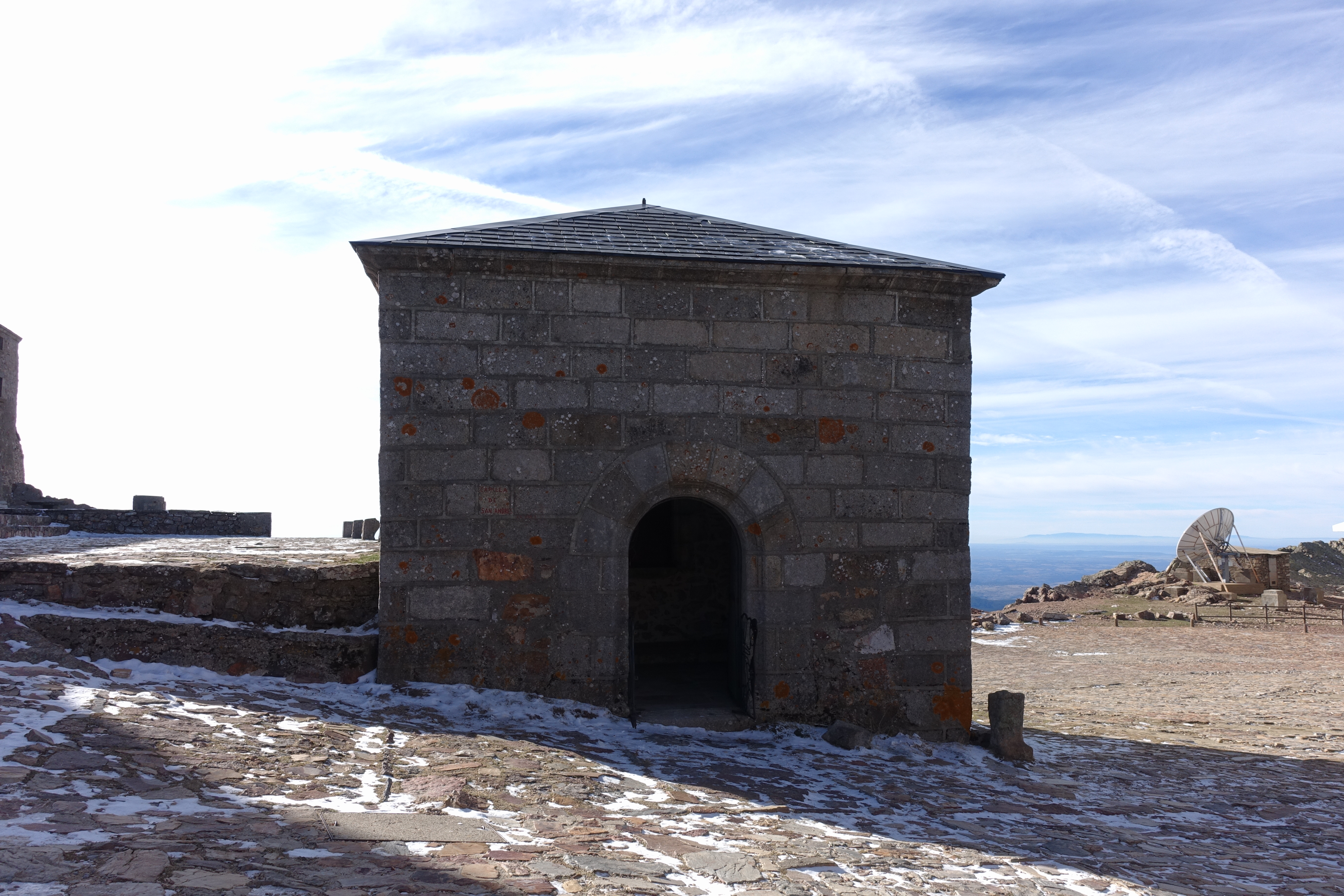
Capilla de San Andrés